# Turiya
Turiya (em sânscrito, तुरीय, turīya) é uma palavra que significa o quarto, referindo-se ao conceito indiano de um quarto estado de consciência, diferente dos três comuns: o estado desperto, o de sonhos e o de sono sem sonhos. É também conhecido pelo nome caturtha, que vem do sânscrito catur, que significa quatro.
Este conceito surge em algumas Upanishads antigas, como a Māṇḍūkya Upaniṣad, adquirindo depois grande importância no Yoga, sendo citado, por exemplo, na obra Hatha Yoga Pradipika, IV.48. A citação abaixo, da Māṇḍūkya Upaniṣad, descreve os quatro estados:
3. O estado desperto (jāgarita-sthāna), conhecedor (prajña) dos objetos externos, que tem sete membros e dezenove bocas, e cujo domínio é o mundo da manifestação grosseira, é a primeira condição, vaiśvānara.
4. O estado de sonho (svapna-sthāna), o conhecedor dos objetos internos, que tem sete membros e dezenove bocas, e cujo domínio é o mundo da manifestação sutil, é a segunda condição, taijasa.
5. Quando aquele que dorme não deseja nenhum objeto nem vê nenhum sonho (svapna), cujo domínio é o mundo do sono profundo (supta), no qual a experiência se torna unificada, que é um conhecimento informe, que tem a experiência da beatitude (ānanda), é o caminho que leva ao conhecimento dos dois outros estados, esta é a terceira condição, prājña.
6. Este é o governante (Īśvara) de tudo; este é aquele que conhece tudo, é o controlador interno; é a fonte de tudo; é a fonte de todas as coisas e em que elas finalmente desaparecem.
7. Nem conhecedor interno, nem conhecedor externo, nem conhecedor de ambos, nem um conhecimento informe, nem conhecedor, nem não-conhecedor. Não pode ser visto, é impraticável, impossível de ser captado, indescritível, impensável, indefinível. A essência da consciência (pratyaya) do Eu (ātman) uno, a aquietação do universo, o pacífico, o auspicioso (Śiva) sem dualidades, é pensado como o quarto (caturtha). Este é o Eu (ātman), este deve ser vivenciado.
A interpretação deste quarto estado de consciência não é simples, e diferentes autores têm proporcionado explicações variadas sobre o mesmo. Segundo Roberto A. Martins,
O quarto estado [...] é a obtenção de uma situação contínua de vivência de Brahman-Ātman, que é mantida durante a sucessão dos três estados (desperto, sonho, sono sem sonhos). A consciência individual (e sua memória) é mantida de forma contínua; e nos três estados a pessoa consegue voltar sua atenção para o seu Eu interno (o observador, a consciência, a testemunha), não se distraindo com as vivências externas e externas que estão presentes durante o estado desperto e os sonhos.
Essa concepção é expressa na Kaivalya Upaniṣad: “Nos três estados de consciência, tudo o que aparece como objeto de desfrute, ou como o apreciador, ou como satisfação – Eu sou diferente deles, a testemunha (sākṣin), a pura consciência, o eterno Śiva” (Kaivalya Upaniṣad 18).

## References
1. 1 2  MARTINS, Roberto de Andrade. O indizível no pensamento indiano: a sabedoria que ultrapassa os conceitos. Pp. 85-102, in: SANTOS, João Marcos Leitão (org.). Religião, a herança das crenças e as diversidades de crer. Campina Grande: Editora da Universidade Federal de Campina Grande, 2013. (Este artigo contém uma tradução completa, comentada, da Māṇḍūkya Upaniṣad)